# 長尾刺鰍
長尾刺鰍為輻鰭魚綱合鰓目刺鰍亞目刺鰍科的其中一種，分布於非洲坦干伊喀湖、維多利亞湖、三比西河上游流域，體長可達40公分，棲息在沿岸水淺的水域、沼澤，屬肉食性，以魚類及昆蟲為食，可做為食用魚。